# Área de conservación regional Velo de la Novia
El Área de conservación regional Velo de la Novia es un espacio natural protegido ubicado en la provincia de Padre Abad, en el departamento de Ucayali, Perú. Se extiende sobre una superficie de 14,399.75 hectáreas y fue creado oficialmente el 20 de junio de 2025 mediante el Decreto Supremo N.º 011-2025-MINAM.
Es administrada por el Gobierno Regional de Ucayali con acompañamiento técnico del Servicio Nacional de Áreas Naturales Protegidas por el Estado (SERNANP) y constituye la segunda Área de Conservación Regional en el departamento de Ucayali.